# Campeonato Africano de Atletismo de 2024 - 10000 m feminino
A prova dos 10000 metros feminino do Campeonato Africano de Atletismo de 2024 foi disputada no dia 24 de junho, no Estádio de Japoma, em Duala, nos Camarões.

## Recordes
Antes desta competição, os recordes mundiais e do campeonato nesta prova eram os seguintes:
|                       | Nome            | Nacionalidade | Tempo      | Local  | Data                |
| --------------------- | --------------- | ------------- | ---------- | ------ | ------------------- |
| Recorde mundial       | Beatrice Chebet | Quênia        | 28m 54s 14 | Eugene | 25 de maio de 2024  |
| Recorde do campeonato | Alice Aprot     | Quênia        | 30m 26s 94 | Durban | 25 de junho de 2016 |
| Recorde africano      | Beatrice Chebet | Quênia        | 28m 54s 14 | Eugene | 25 de maio de 2024  |

## Medalhistas
| Ouro                  | Prata                | Bronze             |
| Gladys Kwamboka (KEN) | Rebecca Mwangi (KEN) | Gela Hambese (ETH) |

## Cronograma
Todos os horários são locais (UTC+1).
| Data        | Hora  | Evento |
| ----------- | ----- | ------ |
| 24 de junho | 17:15 | Final  |

## Resultado final
A final ocorreu dia 24 de junho às 17:15.
| Posição           | Atleta                          | Nacionalidade | Tempo    | Notas |
| ----------------- | ------------------------------- | ------------- | -------- | ----- |
| Medalha de ouro   | Gladys Kwamboka                 | Quênia        | 36:53.59 |       |
| Medalha de prata  | Rebecca Mwangi                  | Quênia        | 36:59.69 |       |
| Medalha de bronze | Gela Hambese                    | Etiópia       | 37:09.20 |       |
| 4                 | Alem Nigussie                   | Etiópia       | 37:20.04 |       |
| 5                 | Esperance Sabine Otomo Mendouga | Camarões      | 38:22.71 |       |
| 9                 | Emmy Jepkemoi                   | Quênia        | DNS      |       |

Legenda
| Recorde mundial       | Recorde mundial (World record)               |                       | Recorde africano                      | Recorde africano (African) |                                           | Q | Classificado por posição (Qualified) |
| Recorde do campeonato | Recorde do campeonato (Championship record)  | Recorde da América    | Recorde da América (Americas)         | q                          | Classificado por melhor tempo (Qualified) |   |                                      |
| Melhor marca do ano   | Melhor marca do ano (World leading)          | Recorde asiático      | Recorde asiático (Asian)              | DNS                        | Não largou (Did not start)                |   |                                      |
| Recorde nacional      | Recorde nacional (National record)           | Recorde europeu       | Recorde europeu (European)            | DNF                        | Não terminou (Did not finish)             |   |                                      |
| Recorde pessoal       | Recorde pessoal do atleta (Personal best)    | Recorde da Oceania    | Recorde da Oceania (Oceania)          | DSQ / DQ                   | Desclassificado (Disqualified)            |   |                                      |
| Recorde da temporada  | Recorde da temporada do atleta (Season best) | Recorde sul-americano | Recorde sul-americano (South America) | NM                         | Sem marca (No mark)                       |   |                                      |